# 유휘

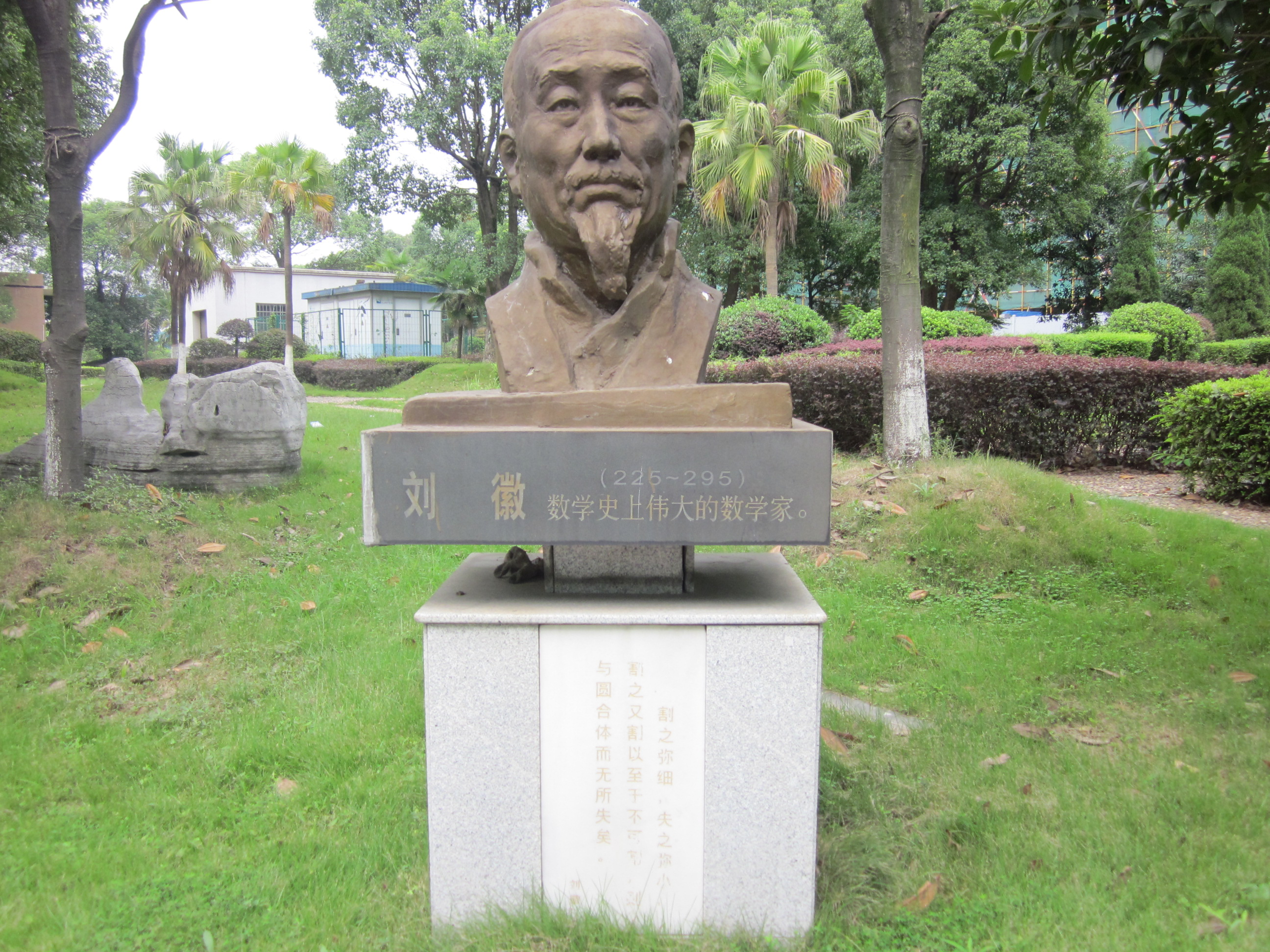

유휘(중국어 간체자: 刘徽, 정체자: 劉徽, 병음: Liú Huī 류후이[*], 220년경~280년경)는 고대 중국의 수학자이다. 활동 시기는 삼국 시대이고, 위(魏)나라 사람으로 전해지고 있다. 주요 저서는 《해도산경》과 《구장산술》의 주석인 《구장산술주》 등이 있다. 《구장산술주》에서 유휘는 원주율을 계산하는 과학적 방법인 “할원술(割圓術)”을 기술했는데, 현재의 무한등비급수와 유사한 방법을 적용하여 아르키메데스보다 훨씬 더 정밀한 원주율 값을 계산해 내었고, 방정식을 만든 사람이라고도 할 수 있다.

## 같이 보기
- 중국의 산학
- 삼국지 인물 목록
- 기하학사